# 음력 9월 11일
음력 9월 11일은 음력 9월의 11번째 날이다.

## 문화
- 2012년 - 대한민국 강원도에서의 지상파 아날로그 텔레비전 방송 종료.
- 2014년 - 제17회 아시안 게임이  대한민국 인천광역시 인천아시아드주경기장에서 폐막했다.

## 탄생
- 1945년 - 대한민국의 기업인, 정치인 이석채.
- 1961년 - 대한민국의 배우 이영범.
- 1987년 - 대한민국의 기상 캐스터 정주희.
- 1988년 - 스페인의 배우 블랑카 수아레스.
- 1989년 - 대한민국의 아나운서 안나경.
- 1990년 - 대한민국의 성우 최결.
- 1991년 - 대한민국의 트로트 가수 김유라.
- 1996년 - 대한민국의 래퍼 B.I (iKON).

## 사망
- 2017년 - 대한민국의 배우 김주혁.

## 같이 보기
- 음력 360일: 1월 2월 3월 4월 5월 6월 7월 8월 9월 10월 11월 12월
- 전날:9월 10일 다음날:9월 12일 - 전달:8월 11일 다음달:10월 11일
- 양력:9월 11일
- 음력, 윤달